# Sayornis
Genre
Le genre Sayornis comprend trois espèces d'oiseaux, connus sous le nom de moucherolles, appartenant à la famille des Tyrannidae.

## Liste des espèces & sous-espèces
D'après la classification de référence du Congrès ornithologique international (ordre phylogénique) :
- Sayornis phoebe (Latham, 1790) – Moucherolle phébi
- Sayornis nigricans (Swainson, 1827) – Moucherolle noir
- Sayornis saya (Bonaparte, 1825) – Moucherolle à ventre roux